# Vilâyet Shkodra

Das Vilâyet Shkodra im Osmanischen Reich

Das Vilâyet Shkodra (osmanisch Vilâyet-i İşkodra) war eine Provinz (Vilâyet) des Osmanischen Reichs und bestand zwischen 1867 und 1913, als es im neuen unabhängigen albanischen Staat, dem Fürstentum Albanien, aufging. Das Vilâyet hatte eine Fläche von ungefähr 13.800 Quadratkilometern, 349.455 Einwohner (1911) und Shkodra als Hauptstadt. Die Bevölkerung bestand hauptsächlich aus Albanern, die sich zum Islam, Orthodoxen Christentum oder Katholizismus zählten.
Die Provinz teilte sich weiter in zwei Sandschaks auf:
- Sandschak İşkodra (Shkodra)
- Sandschak Dıraç (Durrës)